# José Pereira Domínguez
José Pereira Domínguez (Vigo, 1958) fue un luchador de Full Contact de España, en activo durante la década de los años 1980.

## Rangos
- Cinturón negro quinto Dan en Full Contact.
- Cinturón negro quinto Dan en Kick boxing.
- Cinturón negro quinto Dan en Karate.
- Maestro nacional de Full Contact, Kick Boxing y Karate.

## Palmarés
- Campeón de España Amateur 1979.
- Campeón de España Profesional 1980.
- Campeón de Europa Profesional Peso Ligero 1983.
- Campeón de Europa Profesional Peso Supeligero 1985.
- Defensa del título 9 veces entre 1985 y 1987.
- Campeón de Europa Profesional Peso Pluma 1987.
- Subcampeón del Mundo Profesional 1990 - 1991.

- Datos: Q9014663